# Pedernales (Dominikanische Republik)
Pedernales ist eine Stadt in der Dominikanischen Republik. Sie ist der Hauptort der Provinz Pedernales und hat 21.063 Einwohner (Zensus 2010) in der städtischen Siedlung. In der Gemeinde Pedernales leben 24.291 Einwohner. Sie befindet sich in der südwestlichen Region des Landes an der Grenze zu Haiti.

## Gliederung
Pedernales besteht aus zwei Bezirken:
- Pedernales
- José Francisco Peña Gómez

## Geschichte
Die offizielle Gründung der Kolonie Pedernales erfolgte im Jahr 1927 unter der Regierung von Horacio Vásquez, der den bekannten Schriftsteller Sócrates Nolasco zum Administrator ernannte. 1957 wurde Pedernales zu einer Gemeinde erhoben.

## Wirtschaft
Die wichtigsten wirtschaftlichen Aktivitäten der Gemeinde sind die Rinderzucht, die Landwirtschaft, der Bergbau und die Fischerei.